# Завалийки
Завалийки (укр. Завалійки) — село в Волочисском районе Хмельницкой области Украины.
Население по переписи 2001 года составляло 1201 человек. Почтовый индекс — 31257. Телефонный код — 3845. Занимает площадь 4,23 км². Код КОАТУУ — 6820982301.

## Местный совет
31257, Хмельницкая обл., Волочисский р-н, с. Завалийки